# 布勞恩山
69°26′S 71°24′W / 69.433°S 71.400°W
布勞恩山（英語：Mount Braun）是南極洲的山峰，位於亞歷山大一世島，是索菲亞大學山脈東北端，處於霍爾特山東南面6.5公里，海拔高度約900米，以美國海軍指揮官命名。